# Головинський Григорій Львович
Григо́рій Льво́вич (Лібер-Вольфович) Голови́нський (нар. 18 лютого 1923, Житомир — 20 вересня 2002, Москва) — російський музикознавець, доктор мистецтвознавства (1985).

## Навчання
Закінчив теоретико-композиторський факультет Московської консерваторії (1951), потім аспірантуру там же під керівництвом Віктора Цуккермана.
Одночасно з 1945 р. викладав музичну літературу в музичній школі, в 1955—1958 — аналіз в Центральній музичній школі. У 1955—1960 і 1964—1971 рр. Г. Головинський вів теоретичні предмети в Музичному училищі ім. М. М. Іпполітова-Іванова.
У 1957—1967 рр. він обіймав посаду заступника голови комісії музичної критики Спілки композиторів СРСР.
З 1967 р. він науковий співробітник Інституту історії мистецтв Міністерства культури СРСР.

## Наукова діяльність
У 1968 році Г. Головинський захистив дисертацію на тему «Камерна інструментальне творчість А. П. Бородіна» та здобув науковий ступінь кандидат мистецтвознавства.
У 1985 році він захистив докторську дисертацію в Інституті мистецтвознавства Академії наук СРСР.

## Науковий доробок
Григорій Головинський опублікував популярні книжки «„Князь Ігор“ А. Бородіна» (1950, 2 видання 1962, 3 видання 1980) і «Камерні ансамблі Бородіна» (1972), а також дві книжки про музичну форму рондо: «Рондо» (1961, 2 видання 1963) і «Куплетная, варіаційна форма і форма рондо» (1962).
Г.Головинський — автор статей про творчість Бородіна, Чайковського, Родіона Щедріна та ін. у журналах «Радянська музика», «Музичне життя».
Надалі займався проблемами соціології музики, питаннями фольклорних коренів музичної творчості, опублікував книгу статей «Композитор і фольклор: з досвіду майстрів XIX—XX століття» (1981) та монографію «Мусоргський і фольклор» (1994), упорядник збірника наукових праць «Модеста Петровича Мусоргського і музика XX століття» (1990).
У 2005 р. посмертно опублікована книга «Статті. Спогади».

## Громадська діяльність
У 1965 році Г. Головинський став, разом з Р. С. Фрідом та В. І. Заком, одним із засновників Московського молодіжного музичного клубу при Будинку композиторів.